# Lin Sang
Lin Sang (Putian, 17 de agosto de 1977) é uma arqueira chinesa, medalhista olímpica.

## Carreira
Lin Sang representou seu país nos Jogos Olímpicos em 2004, ganhando a medalha de prata por equipes em 2004.